# Димитрий Кирсанов
Дими́трий Кирса́нов (фр. Dimitri Kirsanoff, собственно Давид Соломонович Каплан, 6 марта 1899, Юрьев, Российская империя — 11 февраля 1957, Париж) — французский кинорежиссёр и оператор, выходец из России.

## Биография и творчество
Во Франции с 1923 года. Учился музыке (виолончель), подрабатывал тапёром. Стал широко известен после авангардистского фильма «Менильмонтан» (1924—1925), где применил экспрессивный монтаж, близкий к стилистике Всеволода Пудовкина. Уже в первом фильме «Ирония судьбы» (1923), где играл и сам, открыл и затем несколько раз снимал актрису Надю Сибирскую. Сибирская стала его женой (они разошлись в 1931 году); кроме «Менильмонтана», из их совместных работ наиболее известен фильм «Осенние туманы» (1929).
В начале 1930-х годов Кирсанов не принял звукового кино, однако в 1933—1936 годах — в рамках проекта Эмиля Вюйермоза «Синефонии»  —  начал экспериментировать с контрапунктом изображения и звука (музыки). Так возникли фильмы «Похищение» (1934 год, сценарий Бенжамена Фондана по роману Шарля Фердинанда Рамю, музыка Артюра Онеггера, в главной роли — Дита Парло), «Колыбель» (1935 год, музыка Габриэля Форе, с участием Нинон Валлен), «Девушка в саду» (1936 год, музыка Федерико Момпоу), «Источник Аретузы» (1936 год, музыка Кароля Шимановского, исполняет Жак Тибо).
Снял несколько фильмов-экранизаций, в том числе — короткометражку «Два друга» (1946 год, по новелле Мопассана). Как режиссёр он снял 23 фильма.

## Избранная фильмография
- 1923 — Ирония судьбы
- 1926 — Менильмонтан / Ménilmontant
- 1929 — Осенние туманы
- 1934 — Похищение
- 1936 — Колыбель
- 1936 — Девушка в саду
- 1936 — Источник Аретузы
- 1946 — Два друга
- 1955 — Бахвал (с Мариной Влади)

## Сочинения
- Проблемы фотогении// Из истории французской киномысли: Немое кино, 1911—1933. М.: Искусство, 1988, с.109-113.